# Chór mieszany „Fordonia” w Bydgoszczy
Chór mieszany „Fordonia” w Bydgoszczy – polski chór mieszany w Bydgoszczy.

## Charakterystyka
„Fordonia” jest ok. 40-osobowym chórem kościelno-świeckim działającym pod patronatem parafii Matki Boskiej Królowej Męczenników w bydgoskiej dzielnicy Fordon. Jest członkiem bydgoskiego oddziału Polskiego Związku Chórów i Orkiestr.

## Historia

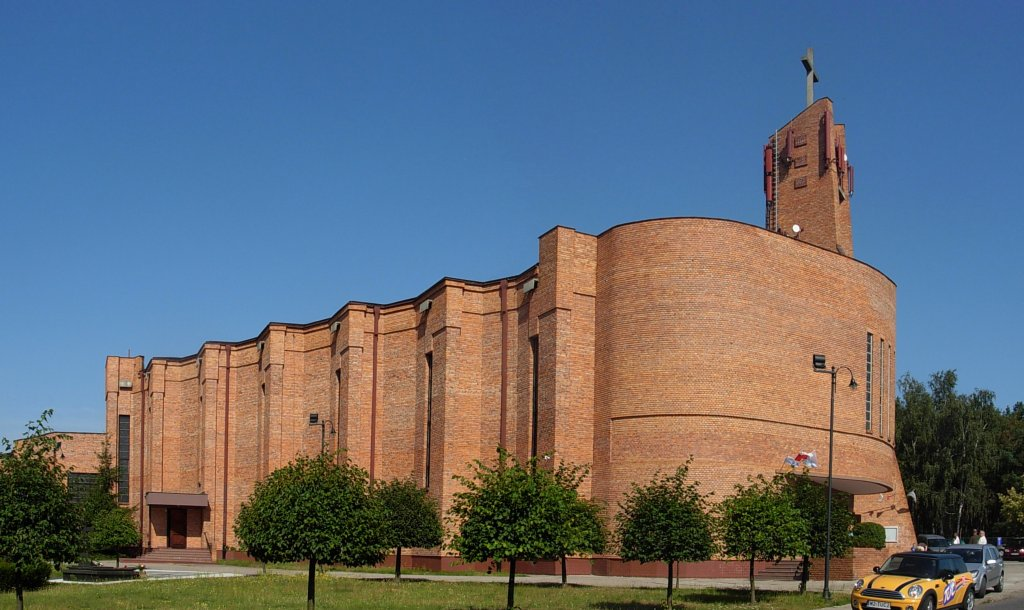
Bazylika Matki Boskiej Królowej Męczenników w Bydgoszczy

Chór założono 12 lutego 1992 roku przy parafii Matki Boskiej Królowej Męczenników w Bydgoszczy. Inicjatorami jego powstania byli ks. Tomasz Cyl oraz dyrygent Marian Wiśniewski.
Chór koncertował w parafiach bydgoskich oraz wielu miejscowościach, zwłaszcza regionu kujawsko-pomorskiego i Kaszub, a także w Krakowie, Licheniu, Niepokalanowie, Chojnicach, Gnieźnie, Chełmnie, Solcu Kujawskim. W 1997 r. brał udział w uroczystościach 1000-lecia męczeńskiej śmierci św. Wojciecha w Gnieźnie z udziałem papieża Jana Pawła II, a w 1999 r. podczas kolejnej wizyty papieskiej na bydgoskim lotnisku. W 1997 roku zdobył w kategorii chórów mieszanych „Puchar Wojewody Bydgoskiego”, a dwa lata później I miejsce w konkursie chórów „O Puchar Marszałka Województwa Kujawsko-Pomorskiego”.